# Занковці
Занковці (хорв. Zankovci) — населений пункт у Хорватії, в Істрійській жупанії у складі громади Кршан.

## Населення
Населення за даними перепису 2011 року становило 8 осіб.
Динаміка чисельності населення поселення:

## Клімат
Середня річна температура становить 13,39 °C, середня максимальна – 27,52 °C, а середня мінімальна – -1,33 °C. Середня річна кількість опадів – 1073 мм.
| Клімат поселення                              | Клімат поселення | Клімат поселення | Клімат поселення | Клімат поселення | Клімат поселення | Клімат поселення | Клімат поселення | Клімат поселення | Клімат поселення | Клімат поселення | Клімат поселення | Клімат поселення | Клімат поселення |
| Показник                                      | Січ.             | Лют.             | Бер.             | Квіт.            | Трав.            | Черв.            | Лип.             | Серп.            | Вер.             | Жовт.            | Лист.            | Груд.            |                  |
| Середній максимум, °C                         | 9,79             | 11,06            | 14,16            | 17,47            | 22,46            | 26,63            | 27,52            | 26,96            | 22,38            | 17,81            | 12,75            | 9,39             |                  |
| Середня температура, °C                       | 4,22             | 5,50             | 8,60             | 11,90            | 16,90            | 21,06            | 23,47            | 22,91            | 18,34            | 13,76            | 8,71             | 5,34             |                  |
| Середній мінімум, °C                          | −1,33            | −0,08            | 3,04             | 6,34             | 11,33            | 15,51            | 19,42            | 18,87            | 14,29            | 9,72             | 4,65             | 1,28             |                  |
| Норма опадів, мм                              | 85               | 68               | 78               | 83               | 73               | 85               | 57               | 84               | 100              | 128              | 128              | 104              |                  |
| Середньомісячна швидкість вітру, м/с          | 2.07             | 2.32             | 2.47             | 2.43             | 2.20             | 2.10             | 2.09             | 2.05             | 2.04             | 2.18             | 2.32             | 2.24             |                  |
| Середньомісячна сонячна радіація, кДж/м²·день | 4465             | 7323             | 10582            | 15037            | 19264            | 20971            | 21930            | 19021            | 14010            | 9029             | 4926             | 3758             |                  |
| --------------------------------------------- | ---------------- | ---------------- | ---------------- | ---------------- | ---------------- | ---------------- | ---------------- | ---------------- | ---------------- | ---------------- | ---------------- | ---------------- | ---------------- |
| Джерело:                                      |                  |                  |                  |                  |                  |                  |                  |                  |                  |                  |                  |                  |                  |